# Melque de Cercos
Melque de Cercos är en kommun i Spanien.   Den ligger i provinsen Provincia de Segovia och regionen Kastilien och Leon, i den centrala delen av landet, 100 km nordväst om huvudstaden Madrid. Arean är 18,0 kvadratkilometer.
Terrängen i Melque de Cercos är platt.